# Kiyoshi Jinzai
Kiyoshi Jinzai (神西 清, 15 novembre 1903 - 11 mars 1957) est un romancier japonais, traducteur et critique littéraire de l'ère Shōwa.

## Jeunesse
Jinzai naît à Tokyo d'un père fonctionnaire au ministère de l'intérieur. Au gré des affectations de son père, Jinzai réside en de nombreux endroits du Japon, et particulièrement à Taïwan (alors sous domination japonaise). En 1911, alors qu'il se trouve à Taiwan, son père contracte la malaria et meurt en 1912. Jinzai est alors élevé par sa tante maternelle. Au collège, il fait la connaissance de Michio Takeyama et au lycée rencontre Tatsuo Hori qui seront tous deux ses amis toute sa vie.
Il souhaite d'abord devenir architecte puis s’intéresse à la poésie et à la littérature française, mais après avoir intégré l'université de Tokyo des études étrangères, il se tourne vers le russe. Alors qu'il est encore étudiant, il participe à la création de la revue littéraire Hoki (« Balai ») avec Michio Takeyama et Tatsuo Hori. Le magazine lui donne la possibilité de publier ses propres pièces de théâtre, des poèmes et des traductions de la littérature étrangère. Après ses études, il travaille brièvement à la bibliothèque de l'université de Hokkaidō, puis auprès du journal Tokyo Denki Nippo avant d'être engagé par le bureau du commerce de l'Union soviétique. En 1932, il décide de travailler comme auteur à plein temps.

## Carrière littéraire
Jinzai est réputé pour ses traductions d’œuvres des écrivains français André Gide et Marcel Proust et des livres des écrivains russes Alexandre Pouchkine, Ivan Tourgueniev et Anton Tchekhov. Parmi ses traductions les plus remarquées figure Oncle Vania de Tchekov.
En plus de ses traductions, il écrit également ses propres romans, notamment Hairo no me no onna (« La Fille aux yeux gris ») et Shonen (« Garçon »), le travail critique Shi to shosetsu no aida (« Entre vers et fiction »), et une anthologie de poèmes. Les centres d'intérêt de Jinzai sont divers, allant des romans historiques à la critique littéraire, et de la poésie au théâtre. Jinzai est particulièrement actif dans la promotion du théâtre japonais moderne, dont il sent fortement qu'il doit être représenté en japonais moderne, plutôt que dans les formes archaïques spécifiques des drames kabuki ou nô. Avec les dramaturges Kishida Kunio et Tsuneari Fukuda, il fonde sa propre compagnie théâtrale, Kumo no kai (« Nuages »).

## Vie privée
Jinzai s'installe à Kamakura, préfecture de Kanagawa en 1934 mais retourne à Tokyo afin d'être plus près de son éditeur et du monde du théâtre. Au cours de la Seconde Guerre mondiale il déménage dans la préfecture de Saitama pour de raisons de sécurité. Après la guerre il retourne à Kamakura où il demeure jusqu'à sa mort. Il décède en 1957 à l'âge de 53 ans d'un cancer de la langue. Sa tombe se trouve au Tokei-ji à Kamakura. 

## Source de la traduction
- (en) Cet article est partiellement ou en totalité issu de l’article de Wikipédia en anglais intitulé « Jinzai Kiyoshi » (voir la liste des auteurs).